# Vehicul autonom

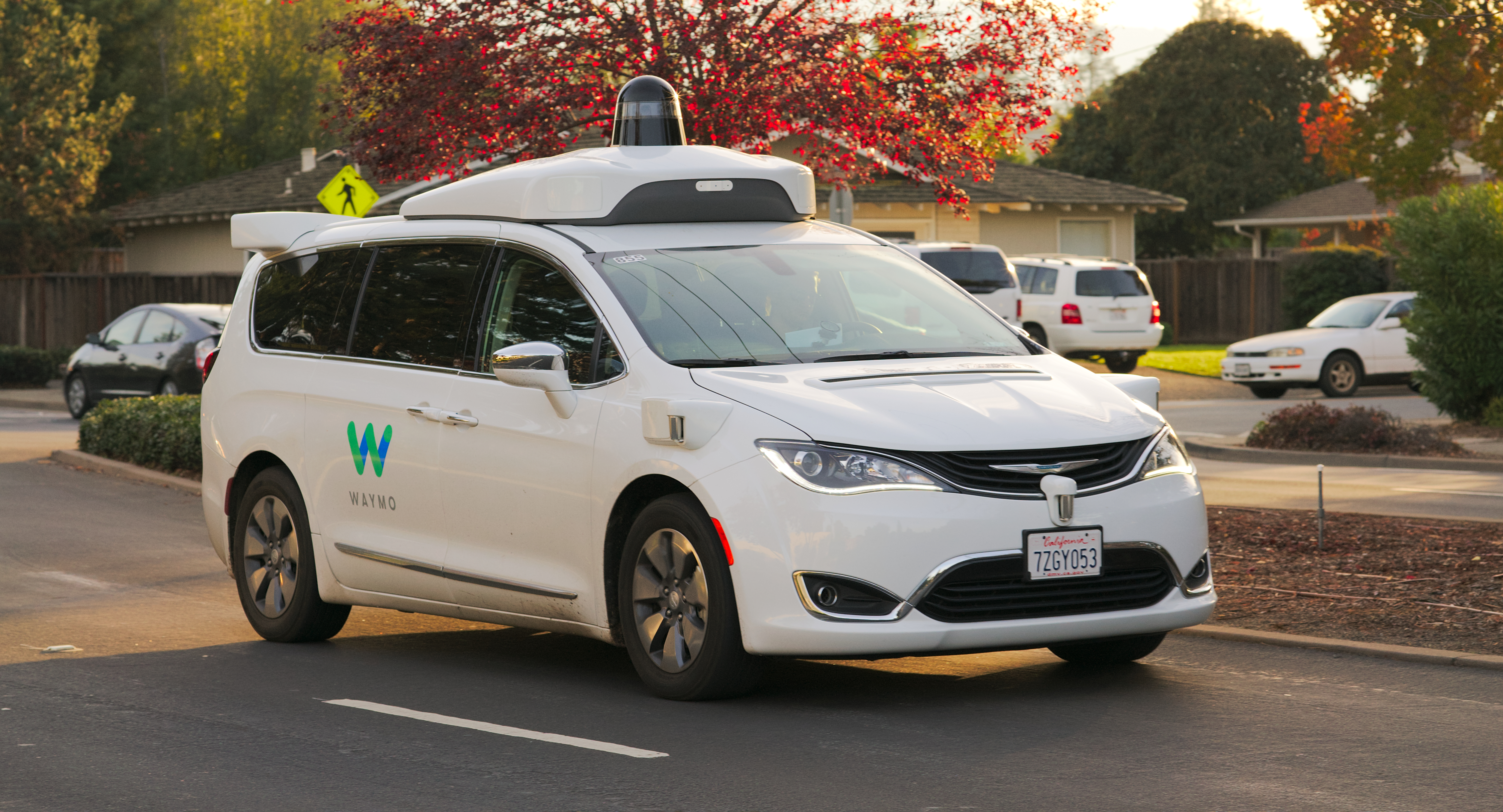
Waymo Chrysler Pacifica Hybrid supuse testării în zona golfului San Francisco

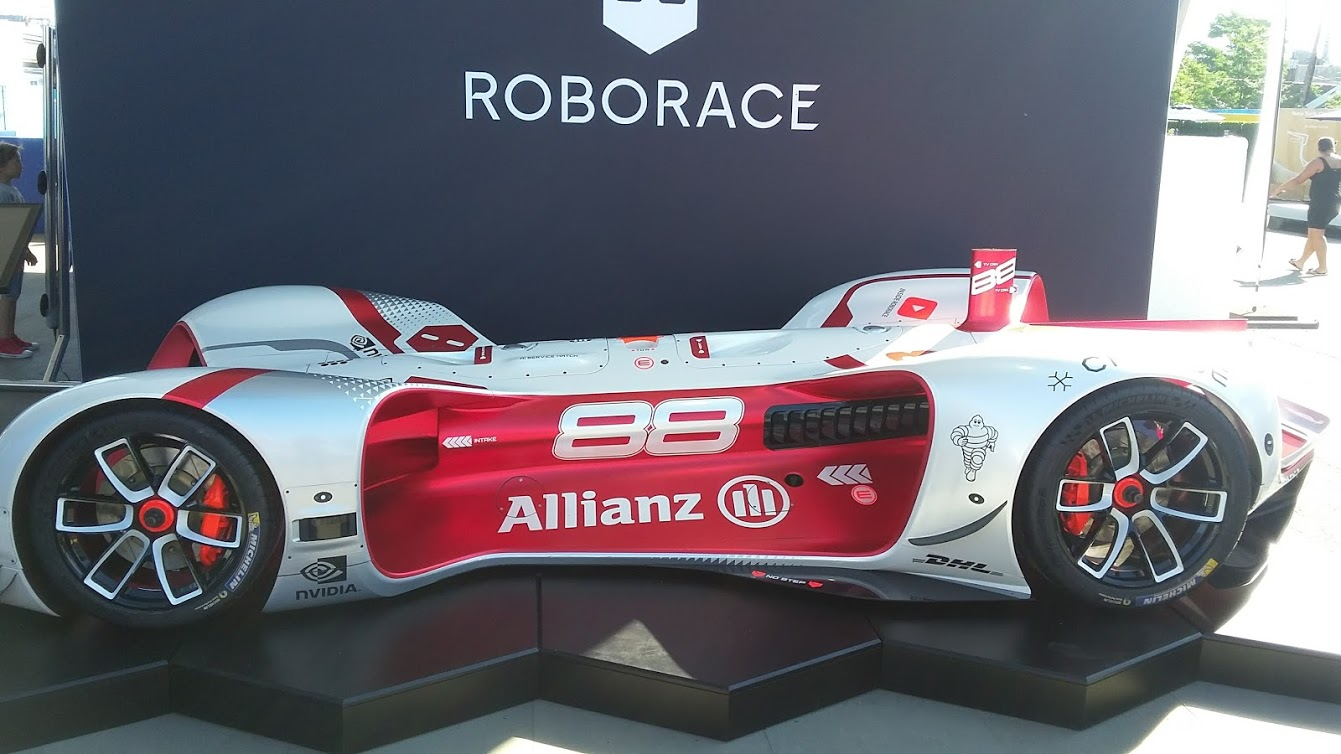
Mașină autonomă de curse expusă la New York City ePrix 2017

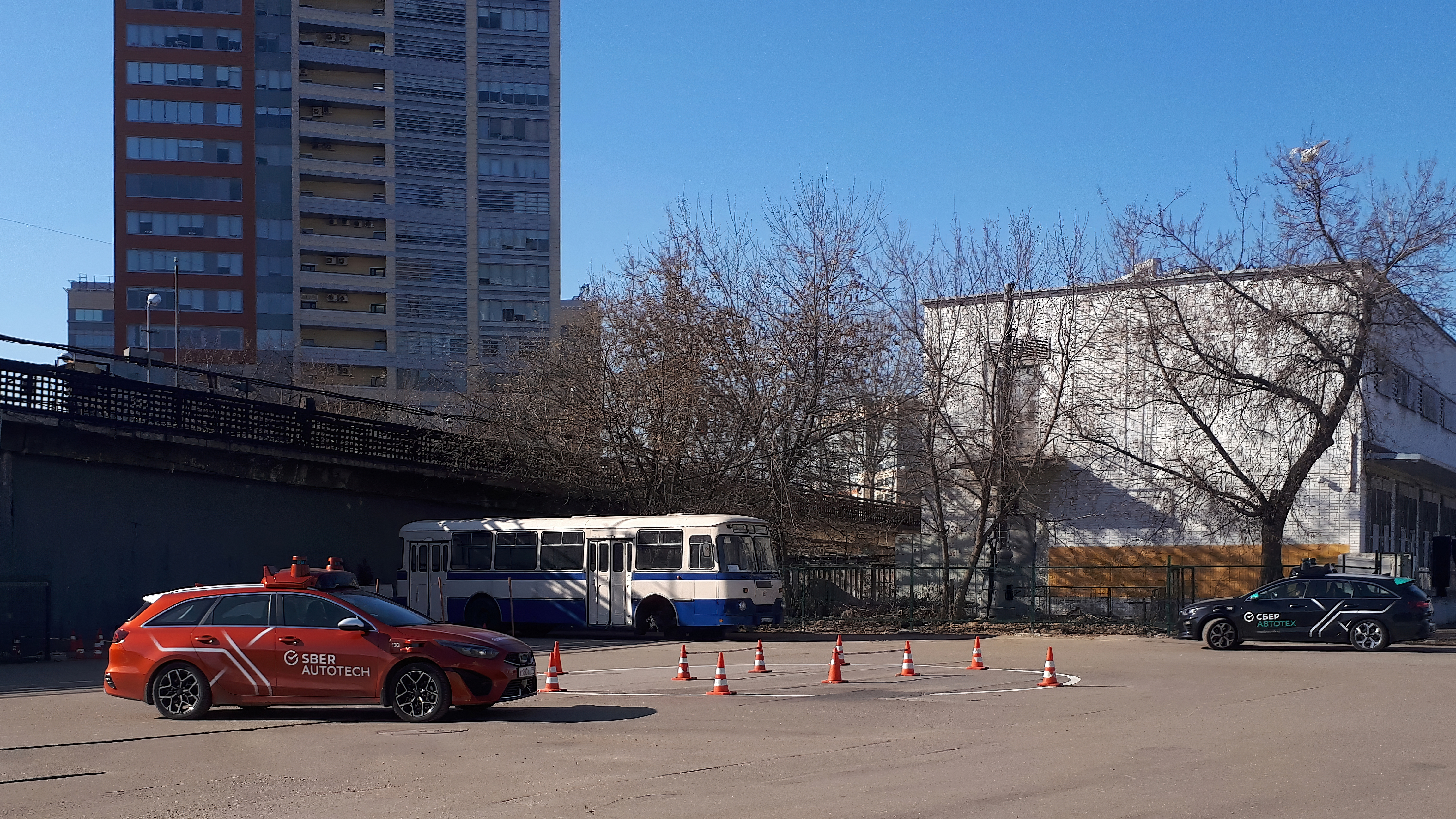
Mașinile Sber Autotech sunt instruite la depozitul de deșeuri

Un vehicul autonom, cunoscut și sub denumirea de vehicul conectat și autonom (CAV), mașină fără șofer, mașină robo sau mașină robotizată, este un vehicul capabil de a-și simți mediul și de a se deplasa în siguranță, cu puțin sau deloc aport uman.
Mașinile cu autovehicul combină o varietate de senzori pentru a percepe împrejurimile lor, cum ar fi radar, lidar, sonar, GPS, odometrie și unități de măsurare inerțiale. Sistemele de control avansate interpretează informații senzoriale pentru a identifica căile de navigație adecvate, precum și obstacolele și semnalizarea relevantă.
Transportul pe distanțe lungi este considerat a fi în fruntea adoptării și implementării tehnologiei.